# Tecklenborg, Kegel
Tecklenborg, Kegel GmbH ist ein mittelständisches Unternehmen mit Hauptsitz in Bremerhaven und einer Niederlassung in Wismar.

## Geschichte
Das Unternehmen wurde 1928 von Fritz Tecklenborg und Kapitän Karl Kegel als Handelsunternehmen für Drahtseile und als Schiffstaklerei gegründet. Der Kern der Mitarbeiter waren Fachkräfte der ehemaligen Takelageabteilung der Tecklenborg-Werft, welche kurz zuvor den Betrieb eingestellt hatte.
In den Anfangsjahren war der Firmensitz an der Geeste in Wesermünde. Seit 1951 ist der Stammsitz im Bremerhavener Fischereihafen, an dem die Gesellschaft einen Neubau bezog. Tecklenborg, Kegel war in den Jahren ab 1950 eine der führenden Fachfirmen für das mechanische Spleißens. Es wurden große Mengen von Anschlagseilen, welche durch die Konfektionierung von Drahtseilen unter Einsatz von Aluminiumpressklemmen erstellt werden, produziert und vertrieben. Der Bedarf an diesen Produkten im Abnehmerkreis der Werften, Fischerei, Hafen- und Baubetriebe stieg kontinuierlich an. Durch die international zunehmende Bedeutung von Pressklemmen wurde, ebenfalls unter Beteiligung von Fritz Tecklenborg, 1961 die Schwesterfirma Sahm-Seilklemmen GmbH gegründet, welche bis heute Produkte rund um die Drahtseilverarbeitung produziert und weltweit vertreibt.

## Unternehmensprofil und Geschäftsbereiche
Neben dem Handel mit Drahtseilen und Tauwerk war die traditionelle Taklerei in den Anfangsjahren das Hauptgeschäft. Die handwerkliche Tätigkeit des Takelns von Segelschiffen findet auch heute noch Anwendung. Unter anderem wurde das Schulschiff Deutschland (1995), das Viermastsegelschiff Passat (1997) und das Segelschulschiff Gorch Fock (1999) von Tecklenborg, Kegel mit neuer Takelage versehen.
Tecklenborg, Kegel ist ebenfalls als europaweiter Großhändler und Konfektionär von Edelstahldrähten aktiv. Im Jahr 1992 wurde eine Niederlassung in Wismar eröffnet. Sowohl am Stammsitz Bremerhaven als auch in Wismar werden eine Vielzahl an Materialprüfungen und seemännischen Dienstleistungen angeboten.